# Tremendo
Tremendo és el nom artístic d'Enrique López Guerrero un cantant català de rap de Terrassa. Fa servir les bases musical de Griffi, fetes amb influència soul i funk. El seu estil es troba a mig camí del hip-hop i el soul. El seu estil reposat ha fet que productors internacionals s'hagin interessat pels seus treballs, com DJ Vadim, qui el va convidar a col·laborar en el senzill que presentava el seu projecte de grup One Self, editat a tot el món.

## Discografia
- El Loco Soy Yo (Single) (Del Palo, 2004)
- Vidalogía (LP) (Del Palo, 2004)
- Tu Y Yo (EP) (Del Palo, 2009)
- Lapsus (LP) (21:42, 2013)